# Västra Bodtjärnen
Västra Bodtjärnen är en sjö i Norsjö kommun i Västerbotten och ingår i Skellefteälvens huvudavrinningsområde. Sjön har en area på 0,0401 kvadratkilometer och ligger 245,3 meter över havet.

## Delavrinningsområde
Västra Bodtjärnen ingår i det delavrinningsområde (722199-166783) som SMHI kallar för Utloppet av Mensträsket. Medelhöjden är 258 meter över havet och ytan är 58,89 kvadratkilometer. Räknas de 9 avrinningsområdena uppströms in blir den ackumulerade arean 184,27 kvadratkilometer. Mensträskbäcken (Storbäcken) som avvattnar avrinningsområdet har biflödesordning 3, vilket innebär att vattnet flödar genom totalt 3 vattendrag innan det når havet efter 111 kilometer. Avrinningsområdet består mestadels av skog (62 procent) och sankmarker (15 procent). Avrinningsområdet har 10,19 kvadratkilometer vattenytor vilket ger det en sjöprocent på 17,3 procent.